# Labroides pectoralis
Labroides pectoralis är en fiskart som beskrevs av Randall och Springer, 1975. Labroides pectoralis ingår i släktet Labroides och familjen läppfiskar. IUCN kategoriserar arten globalt som livskraftig. Inga underarter finns listade i Catalogue of Life.